# NGC 4172
NGC 4172 is een spiraalvormig sterrenstelsel in het sterrenbeeld Grote Beer. Het hemelobject werd op 14 april 1789 ontdekt door de Duits-Britse astronoom William Herschel.

## Synoniemen
- UGC 7205
- MCG 9-20-109
- ZWG 269.39
- ZWG 292.80
- PGC 38887